# Miraculous: Le Film
Miraculous: As Aventuras de Ladybug - O Filme (em francês: Miraculous: Le Film) é um filme de animação musical de super-heróis francês dirigido por Jeremy Zag, que co-escreveu o guião com Bettina Lopez Mendoza. Baseado na série animada francesa Miraculous: Les aventures de Ladybug et Chat Noir, segue dois adolescentes parisienses, Marinette Dupain-Cheng e Adrien Agreste, que se transformam nos super-heróis Ladybug e Gato/Cat Noir, respectivamente, para proteger a cidade dos supervilões criados pelo Falcão Traça/Hawk Moth.
Jeremy Zag anunciou pela primeira vez uma adaptação cinematográfica no ComiKon İstanbul em 2018. A produção começou em 2019, com Zag confirmando que o enredo explorará as origens da franquia. Jeremy Zag foi confirmado como diretor e corroteirista com Bettina Lopez Mendoza. Zag também atua como produtor através da ZAG Inc. sob a bandeira The Awakening Production, com a ON Animation Studios e SND Films, esta última também atuando como distribuidora. É o segundo filme baseado em uma série animada TF1 após o filme de 2009 Três Espiãs Demais: O Filme. Com um orçamento de 80 milhões, é atualmente o segundo filme francês mais caro já feito.
Miraculous: Le Film teve a sua pré-estreia a 11 de junho de 2023 na Le Grand Rex, sendo lançado oficialmente na França a 5 de julho de 2023 pela SND Films. Internacionalmente, foi lançado na mesma data em regiões selecionadas e foi lançado a 28 de julho de 2023 pela Netflix em outras. Recebeu críticas mistas dos críticos, que elogiaram sua animação, visual e sequências de ação, mas criticaram seu roteiro e história, que foram considerados muito simples.
Foi confirmado uma sequência de Miraculous: Le Film 2, que será lançado em 2027.

## Sinopse
Em Paris, os jovens Marinette e Adrien são os heróis Ladybug e Gato/Cat Noir. Além dos desafios diários de sua vida normal, eles precisam lidar com as responsabilidades que a vida heroica trás. Eles devem enfrentar Gabriel Agreste, ou melhor, Falcão-traça/Hawk Moth (não sabendo sua identidade) que sonha em ter os Miraculous da Joaninha e do Gato preto, em busca de realizar o Poder Supremo e realizar seu desejo. O poder da Borboleta permite criar heróis. Mas, em vez de criar super-heróis, ele cria supervilões.

### Enredo
Marinette Dupain-Cheng, uma adolescente com ansiedade social, vai para a escola enquanto tenta que não reparem nela. Apesar de ter feito amizade com outra aluna, Alya Césaire, Marinette tenta desesperadamente evitar a ira da mimada Chloé Bourgeois, que anda acompanhada de Sabrina Raincomprix, que sempre recebe ordens da "amiga". Ao tentar escapar, Marinette encontra o modelo Adrien Agreste e apaixona-se por ele. Adrien tornou-se incrivelmente distante emocionalmente dos outros como resultado da morte de sua mãe Emilie, mas também fez amizade com Nino Lahiffe. Da mesma forma devastado por sua morte, o pai de Adrien, Gabriel, usa o Miraculous da Borboleta, uma joia mágica, para se transformar em Falcão Traça/Hawk Moth, com o objetivo de encontrar os Miraculous que ele precisa para fazer um desejo e trazer sua esposa de volta à vida.
A aparição do vilão é sentida por Wang Fu, guardião da Caixa dos Miraculous, que opta por libertar os Miraculous da Joaninha e do Gato preto, apenas para eles fugirem. Ele é salvo de um atropelamento por Marinette, que ainda estava a fugir de Chloé, enquanto ele percebe que ela merece o Miraculous. Marinette entra numa loja na esquina de um beco e é encontrada por Tikki, o Kwami da Criação, enquanto o seu oposto, Plagg, o Kwami da Destruição, segue para Adrien.
Os dois se tornam Ladybug e Gato/Cat Noir e eventualmente encontram-se pela primeira vez, tendo que enfrentar juntos o Gárgula, um vilão "akumatizado" criado por Falcão Traça/Hawk Moth a partir de emoções negativas. Após a derrota do akumatizado, Wang Fu segue os dois e enfatiza a importância de eles ficarem juntos.
Marinette inicialmente recusa-se a continuar a ser heroína, mas mais vilões são recrutados pelo Falcão Traça/Hawk Moth e eles causam estragos num parque de diversões. Reunindo coragem para lutar, Marinette torna-se Ladybug mais uma vez e os derrota ao lado de Gato/Cat Noir, salvando as pessoas presas nas atrações do parque, incluindo Alya, Nino, Chloé e Sabrina.
Os meses vão passando e Marinette quer confessar seus sentimentos a Adrien, enquanto Adrien quer confessar a Ladybug. Desconhecendo as suas verdadeiras identidades, nenhuma das confissões corre bem. Derrotado, Falcão Traça/Hawk Moth autoakumatiza-se e desencadeia um apocalipse em Paris, levando os heróis a entrar em ação. Os dois estão sobrecarregados, e Ladybug tem os seus brincos levados pelo vilão, mas Marinette é ainda capaz de empurrar Gato/Cat Noir para longe do vilão. Devido aos danos da batalha, Falcão Traça/Hawk Moth percebe que Adrien é o portador do Miraculous do Gato preto e interrompe a sua fúria, desmoronando. Adrien perdoa o seu pai, enquanto Ladybug devolve o Miraculous da Borboleta para Wang Fu antes de reparar o dano causado a Paris.
O Baile de Inverno começa e Marinette chega. Ela encontra Adrien, revelando que conhece a sua identidade, tendo visto a reconciliação com o seu pai durante a luta, e também revela a sua identidade. Os dois beijam-se.
Mais tarde, Nathalie Sancoeur, assistente do Gabriel, vai para o porão por debaixo da casa dos Agreste. No porão está o corpo da mãe de Adrien, usando o Miraculous do Pavão.

## Elenco

### Elenco original
- Anouck Hautbois como Marinette Dupain-Cheng/Ladybug
  - Lou faz a voz de canto de Marinette.
- Benjamin Bollen como Adrien Agreste/Chat Noir
  - Elliott faz a voz de canto de Adrien.
- Marie Nonenmacher como Tikki, Sabrina Raincomprix, Juleka Couffaine e Alix Kubdel.
  - Cerise Calixte faz a voz de canto de Tikki.
- Thierry Kazazian como Plagg
- Antoine Tomé como Gabriel Agreste/Papillon
- Martial Le Minoux como Nooroo
- Fanny Bloc como Alya Césaire
- Alexandre Nguyen como Nino Lahiffe
- Gilbert Levy como Mestre Fu e Denis Damoclès.
- Marie Chevalot como Chloé Bourgeois e Nathalie Sancouer.
- Martial Le Minoux como Tom Dupain, Max Kanté e Nooroo.
- Jessie Lambotte como Sabine Cheng
- Flora Kaprielian como La Magicienne
- Franck Tordjman como Nathaniel Kurtzberg e Ivan Bruel.
- Jeanne Chartier como Émilie Agreste

### Elenco em Portugal
- Carla Garcia como Marinette Dupain-Cheng/Ladybug
- André Raimundo como Adrien Agreste/Gato Noir
  - Carlos Martins faz a voz de canto de Adrien Agreste/Gato Noir
- Helena Montez como Tikki e Nathalie Sancouer
- Luís Lucas como Plagg
- Guilherme Barroso como Nooroo
- Rui Luís Brás como Gabriel Agreste/Falcão-Traça
  - Pedro Bargado faz a voz de canto de Gabriel Agreste/Falcão-Traça
- Bárbara Lourenço como Alya Césaire
- Simon Frankel como Nino Lahiffe
- Maria Camões como Chloé Bourgeois
- Bárbara Lourenço como Sabrina Raincomprix
- Pedro Leitão como Mestre Fu
- Pedro Pernas como Tom Dupain
- Ermelinda Duarte como Sabine Cheng
- Joana Castro como Émilie Agreste
- Ana Catarina Afonso como Nadia Chamack
- Mafalda Luís de Castro como A Mágica

### Elenco no Brasil
- Jéssica Vieira como Marinette Dupain-Cheng/Ladybug
  - Analú Pimenta faz a voz de canto de Marinette.
- Fabrício Vila Verde como Adrien Agreste/Cat Noir
  - Avner Proba faz a voz de canto de Adrien.
- Isabelle Cunha como Tikki
  - Lara Leão faz a voz de canto de Tikki.
- Luiz Sérgio Vieira como Plagg
- Ricardo Schnetzer como Gabriel Agreste
  - Guilherme Briggs como Hawk Moth
- Marcelo Garcia como Nooroo
- Luisa Palomanes como Alya Césaire
- Erick Bougleux como Nino Lahiffe
- Alfredo Martins como Mestre Fu
- Bruna Laynes como Chloé Bourgeois
- Helena Palomanes como Sabrina Raincomprix
- Angélica Borges como Nathalie Sancouer
- Malta Júnior como Tom Dupain
- Maíra Góes como Sabine Cheng
- Fernanda Baronne como Émilie Agreste
- Natália Alves como A Mágica

## Produção
O filme foi anunciado pela primeira vez por Jeremy Zag durante o painel Miraculous no ComiKon İstanbul a 29 de setembro de 2018. O filme foi originalmente programado para ser lançado em 2021. A 5 de dezembro de 2018, Jeremy confirmou que o seu argumento teria uma mistura entre uma história de origem e o enredo da série de televisão. Finalizar a quarta e quinta temporadas da série antes do filme era uma prioridade para o estúdio. No dia seguinte, durante um painel na Comic Con Experience 2018, Zag revelou que o filme seria um musical e longa-metragem composto por ele mesmo. O filme recebeu o título de Miraculous - Le film na sua versão francesa.
A 16 de maio de 2019, durante a Cannes Film Festival 2019, foi confirmado a produção do filme está em andamento e que o filme seria como uma aventura de fantasia romântica. Michael Gracey, o diretor de The Greatest Showman, também está a trabalhar no filme.
A 9 de setembro de 2019, foi anunciado um teaser do vídeo musical da canção "Ce mur qui nous sépare". A 13 de setembro de 2019, o vídeo musical foi estreado. Na França, estava previsto o filme ser lançado a 3 de agosto de 2022, mas foi adiado para 5 de julho de 2023.
Em abril de 2022, foi revelado que o filme foi feito com um orçamento de €80 milhões, tornando-se o segundo filme francês mais caro já feito atrás de Valerian e a Cidade dos Mil Planetas. A 25 de junho de 2022, Suhoon Kim revelou que o filme teria 102 minutos de duração.

## Música
Durante a Comic Con Experience de 2018, Jeremy Zag anunciou que o filme era um musical e música composta por ele mesmo. O cineasta australiano Michael Gracey juntou-se ao filme como produtor executivo para ajudar a desenvolver o aspecto musical.
A trilha sonora do filme foi lançada a 30 de junho de 2023 pela Muzeek One sob o selo TF1 Musique. "Plus forts ensemble" de Lou e Elliott foi lançado como o primeiro single do álbum a 9 de junho de 2023. O videoclipe foi lançado a 21 de junho de 2023.
A 21 de julho de 2023, o segundo single do álbum, "Courage en moi" (português: "Coragem em Mim"), foi lançado e interpretado por Lou. O videoclipe foi lançado a 23 de julho de 2023.

### Lista de faixas
Todas as músicas são compostas por Jeremy Zag e escritas por ele, Michael Gracey, Chris Read e Britt Burton.
| Miraculous, le film - La bande originale |                                               |                         |         |  |
| N.º                                      | Título                                        | Artista(s)              | Duração |  |
| 1.                                       | "Si je croyais en moi"                        | Lou                     | 3:13    |  |
| 2.                                       | "Pour un moment avec toi"                     | Elliott                 | 1:38    |  |
| 3.                                       | "Tu es Ladybug"                               | Lou and Cerise Calixte  | 2:43    |  |
| 4.                                       | "Ma Lady"                                     | Elliott                 | 2:11    |  |
| 5.                                       | "Papillon"                                    | Antoine Tomé            | 2:35    |  |
| 6.                                       | "Courage en moi"                              | Lou                     | 3:21    |  |
| 7.                                       | "Plus forts ensemble"                         | Lou and Elliott         | 4:28    |  |
| 8.                                       | "Être moi"                                    | Lou                     | 2:50    |  |
| 9.                                       | "Now I See You"                               | Lou and Drew Ryan Scott | 3:25    |  |
| 10.                                      | "Amis ou ennemis?"                            | Jeremy Zag              | 1:52    |  |
| 11.                                      | "Seuls au monde"                              | Jeremy Zag              | 1:20    |  |
| 12.                                      | "Tu as changé ma vie"                         | Jeremy Zag              | 1:18    |  |
| 13.                                      | "Cœur brisé"                                  | Jeremy Zag              | 1:10    |  |
| 14.                                      | "Moment de vérité"                            | Jeremy Zag              | 3:53    |  |
| 15.                                      | "Courage en moi (Version alternative)"        | Jeremy Zag              | 3:06    |  |
| 16.                                      | "Générique de la série (Miraculous VF Remix)" | Lou and Elliott         | 2:45    |  |
| Duração total:                           | Duração total:                                | Duração total:          | 39:56   |  |

### Músicas em Portugal
Em Portugal, as músicas do filme escritas por Jeremy Zag, Michael Gracey, Chris Read e Britt Burton foram adaptadas para português europeu, contando com a direção musical e adaptação lírica de Helena Montez.
| Miraculous: As Aventuras de Ladybug, O Filme - Banda sonora |                                     |                               |         |  |
| N.º                                                         | Título                              | Artista(s)                    | Duração |  |
| 1.                                                          | "Se Acreditar em Mim"               | Carla Garcia                  | 3:13    |  |
| 2.                                                          | "És a Ladybug"                      | Carla Garcia e Helena Montez  | 2:43    |  |
| 3.                                                          | "Milady"                            | Carlos Martins                | 2:11    |  |
| 4.                                                          | "O Caos Vai Hoje Reinar"            | Pedro Bargado                 | 2:35    |  |
| 5.                                                          | "Coragem em Mim"                    | Carla Garcia                  | 3:21    |  |
| 6.                                                          | "Sou Mais Forte"                    | Carla Garcia e Carlos Martins | 4:28    |  |
| 7.                                                          | "Decisão"                           | Carla Garcia                  | 2:50    |  |
| 8.                                                          | "É a Ladybug (Miraculous VF Remix)" | Carla Garcia e Carlos Martins | 2:45    |  |
| Duração total:                                              | Duração total:                      | Duração total:                | 24:06   |  |

### Músicas no Brasil
No Brasil, as músicas do filme escritas por Jeremy Zag, Michael Gracey, Chris Read e Britt Burton foram adaptadas para o português brasileiro, contando com a direção musical e adaptação lírica de Jill Vegas. A álbum foi disponibilizada no Spotify.
| Miraculous: As Aventuras de Ladybug, O Filme - Trilha sonora |                                           |                             |         |  |
| N.º                                                          | Título                                    | Artista(s)                  | Duração |  |
| 1.                                                           | "Se Eu Acreditar em Mim"                  | Analú Pimenta               | 3:13    |  |
| 2.                                                           | "Você é Ladybug"                          | Analú Pimenta e Lara Leão   | 2:43    |  |
| 3.                                                           | "My Lady"                                 | Avner Proba                 | 2:11    |  |
| 4.                                                           | "Hawk Moth"                               | Guilherme Briggs            | 2:35    |  |
| 5.                                                           | "Coragem em Mim"                          | Analú Pimenta               | 3:21    |  |
| 6.                                                           | "Eu Sou Forte"                            | Analú Pimenta e Avner Proba | 4:28    |  |
| 7.                                                           | "Quem Eu Posso Ser"                       | Analú Pimenta               | 2:50    |  |
| 8.                                                           | "Genérico da série (Miraculous VF Remix)" | Analú Pimenta e Avner Proba | 2:45    |  |
| Duração total:                                               | Duração total:                            | Duração total:              | 24:06   |  |

## Marketing
O primeiro trailer do filme saiu pela empresa de cinemas alemã, STUDIOCANAL Germany a 5 de dezembro de 2022 em alemão. O trailer confirma a data de lançamento em julho de 2023. O poster oficial saiu a 3 de abril, enquanto que o trailer em francês saiu no dia seguinte, no dia 4, confirmando também a data de estreia no país.
O anúncio do filme na Netflix foi feito a 17 de maio de 2023, juntamente com um teaser e um poster oficial. A 6 de julho de 2023, um trailer oficial foi divulgado pela Netflix juntamente com um poster.
A 28 de junho de 2023, uma apresentação musical foi organizada no Salon Gustave Eiffel no 1º andar da Torre Eiffel para promover o filme e a sua banda sonora com Lou e Elliott, as vozes de Ladybug e Gato Noir. Para coincidir com o lançamento, a Playmates Toys lançou uma coleção de brinquedos inspirados no filme.
A 4 de julho de 2023, Anouck Hautbois refez o seu papel como a voz de Ladybug durante uma entrevista de Xavier de Moulins para o noticiário da televisão francesa Le 19.45 no M6. Ladybug apareceu numa sequência animada criada pela equipa do filme.

## Lançamento

### Cinema
Miraculous: Le Film teve sua estreia mundial no Grand Rex em Paris a 11 de junho de 2023.
O filme foi previamente definido para um lançamento no final de 2021 na França, de acordo com o Le Figaro. Durante o Festival de Annecy de 2021, foi adiado para o primeiro semestre de 2022. O filme foi originalmente programado para ser lançado nos cinemas na França a 3 de agosto de 2022 pelo SND, mas foi posteriormente adiado para 5 de julho de 2023.
Internacionalmente, o filme foi lançado nos cinemas simultaneamente na Holanda e nas regiões de língua francesa da Bélgica, Suíça e Luxemburgo. Ele foi lançado noutros territórios desde 6 de julho de 2023, começando pela Itália, Alemanha e regiões de língua alemã.

### Home Media
Em territórios internacionais onde o filme não foi lançado nos cinemas, ele foi lançado na Netflix a 28 de julho de 2023.
Miraculous: Le Film será lançado na França em Blu-ray e DVD a 2 de novembro de 2023 pela M6 Vidéo, com distribuição controlada pela Warner Bros. Home Entertainment France.

## Recepção

### Bilheteria
Até 20 de julho de 2023, Miraculous: Le Film arrecadou $12,4 milhões na França e $22,1 milhões em outros territórios, para um total mundial de $34,5 milhões.
Na data da estreia mundial no Grand Rex a 11 de junho de 2023, o filme também foi exibido simultaneamente em alguns cinemas da França, vendendo 68.582 ingressos.
Na França, Miraculous: As Aventuras de Ladybug - O Filme foi lançado ao lado de On the Fringe, Insidious: The Red Door, Yo Mama, Master Gardener e o relançamento de Astérix e Obélix: Missão Cleopatra. No seu primeiro dia, o filme estreou com 318.144 ingressos vendidos (incluindo 85.721 ingressos previamente), superando o dia de estreia francês de Super Mario Bros. Movie (281.442 ingressos vendidos a 5 de abril de 2023). Também foi o maior dia de estreia de um filme de animação francês.
O filme estreou com 660.421 ingressos vendidos na semana de estreia, terminando em primeiro lugar nas bilheterias, superando Indiana Jones and the Dial of Destiny (643.714 ingressos vendidos na segunda semana). Tornou-se a segunda melhor semana de abertura do ano para um filme de animação na França, atrás de The Super Mario Bros. Movie (1.866.914 ingressos vendidos a 11 de abril de 2023), e a sexta melhor semana de abertura para um filme de animação francês, atrás de Arthur 3: La Guerre des deux mondes (751.000 ingressos vendidos em 2010).
O filme vendeu 294.174 ingressos na sua segunda semana, terminando em quarto lugar nas bilheterias, atrás de Elemental (342.490 ingressos vendidos na sua quarta semana). Uma queda de 55,5% que foi atribuída ao possível boca a boca misto do público.

### Resposta da crítica
No site agregador de críticas Rotten Tomatoes, o filme detém um índice de aprovação de 50% com base em 14 críticas.
Após seu lançamento na França, AlloCiné relatou que a recepção crítica do filme foi mista.
Le Parisien deu uma crítica positiva ao filme e escreveu: "Paris ainda é o coração de Miraculous. O todo é embelezado com canções, como em uma Disney. A história, simples, mas eficaz, é sobre medo, coragem e amor." O.D do Le Figaro escreveu em sua crítica, "este blockbuster musical animado de estilo francês se beneficia de seu desenho limpo e belas sequências de ação de um cartão postal ainda são tão atraentes, mas a história perde um pouco de sua alma ao flertar com a Disney."
Philippe Guedj, do Le Point, afirmou: "[É] um blockbuster clássico, mas ele teve sucesso em sua missão e vai encantar os fãs, enquanto faz os pais sorrirem." Thibault Liessi do Le Dauphiné libéré escreveu: "[Ele] permanece divertido apesar de tudo graças às cenas de ação giratórias, e isso não é ruim." Fabrice Leclerc, do Paris Match, escreveu em sua crítica: "[Ele] se mistura a uma narração tradicional sem nenhuma originalidade real, mas é visualmente impressionante, evoca a adolescência com ternura, joga a carta da comédia musical e dá uma alguns acenos saborosos à cultura francesa."
Thibault Liessi de Les Dernières Nouvelles d'Alsace deu 3 estrelas de 5 e escreveu em sua crítica: "isso dá um filme com um ritmo bem curioso, que força um pouco a sua história, mas que deixa tempo para os personagens extravasarem seus sentimentos em (várias) muitas canções." Xavier Leherpeur, da Le Nouvel Observateur, deu ao filme 2 estrelas de 5 e observou que ele "se pergunta por que os escritores queriam retornar à gênese dos dois heróis em trajes fetichistas durante a longa primeira parte [do filme], quando a probabilidade da presença de novatos no teatro é próxima de zero."

## Sequências
Em 3 de julho de 2023, durante uma entrevista, Jeremy Zag revelou que um roteiro para uma possível sequência foi concluído e que eles começaram a trabalhar no roteiro de um possível terceiro filme. No entanto, o projeto ainda não havia recebido luz verde de uma produtora ou do estúdio.